# The Trinity
A The Trinity Sean Paul harmadik albuma. 2005. szeptember 15-én jelent meg.
1. Fire Links Intro
2. Head in the Zone
3. We Be Burnin
4. Send It On
5. Ever Blazin
6. Eye Deh A Mi Knee
7. Give It Up to Me
8. Yardie Bone (featuring Wayne Marshall)
9. Never Gonna Be the Same
10. I'll Take You There
11. Temperature
12. Breakout
13. Head to Toe
14. Connection (featuring Nina Sky)
15. Straight Up
16. All on Me (featuring Tami Chynn)
17. Change the Game (featuring Looga Man)
18. The Trinity